# روبرت جون فلمنج (مهندس)
روبرت جون فلمنج (بالإنجليزية: Robert John Fleming) هو مهندس أمريكي، ولد في 13 يناير 1907، وتوفي في 14 يوليو 1984.